# أمان وسائل منع الحمل
يختار الناس وسائل منع الحمل الجيدة واستخدامها بشكل موثوق؛ لتنظيم الأسرة، والوقاية من الأمراض المنقولة جنسيًا. ويشير المصطلح بصفة رئيسية إلى الجهود المبذولة في البلدان النامية لضمان توافر وسائل منع الحمل كجزء لا يتجزء من برامج تنظيم الأسرة.
وتعمل المنظمات والوكالات الصحية الحكومية على ضمان وصول العملاء على المدى الطويل إلى مجموعة من وسائل منع الحمل عالية الجودة وغيرها من اللوازم الصحية الأساسية. تم تطوير إطار عمل وأداة المسار الاستراتيجي لأمن سِلَع الصحة الإنجابية في عام 2004م من قبل الوكالة الأمريكية للتنمية الدولية وشركائها، لمساعدة البلدان على تحديد وترتيب أولويات قضايا أمن السِلع الأساسية، وتقييم القدرات الحالية لأمن السلع بين البرامج والأنظمة والسياسات الدولية أو الإقليمية، وصياغة الخطط الاستراتيجية لأمن السلع. قد تشمل الإجراءات المتخذة لتوفير وسائل منع الحمل، وتشكيل لجان خدمات أمان استخدام وسائل منع الحمل. وضمان جودة المنتج، وتعزيز بيئات السياسات الداعمة، ودراسة خيارات التمويل.
يتطلب تعزيز الأمن السلعي مراقبة روتينية لالتزام المانحين، والحكومات، والسياسات، وتنسيق اصحاب المصلحة، ومعلومات سلسلة التوريد. والأدوات بما في ذلك مؤشرات أمان وسائل منع الحمل.
ومؤشر أمان وسائل منع الحمل يوفر طرقًا لقياس أمان أستخدام وسائل منع الحمل، وتسمح بإجراء مقارنات بمرور الوقت وعبر البلدان. ويشير تحليل أجري مؤخرًا لنتائج مؤشر أمان وسائل منع الحمل في 48 دولة بين عامى 2003-2012م إلى أن جميع المناطق قد تحسنت بسبب إجراءات سلسلة التوريد والتمويل والبيئة الصحية والاجتماعية. والوصول إليها والأستفادة منها، مع تحقيق أكبر تقدم في أفريقيا جنوب الصحراء الكبرى.
ويمكن توفير المنتجات المدعمة وخصوصًا الواقيات الذكرية ووسائل منع الحمل عن طريق الفم، لزيادة إمكانية وصول ذوي الدخل المنخفض.

## التاريخ
كانت وسائل منع الحمل ممارسة نشطة تعود إلى مصر القديمة، لقد لعبت دورًا مهمًا في التاريخ وأدت بمرور الوقت إلى تطوير المنظمات التي توفر وسائل منع الحمل لعامة الناس، في الولايات المتحدة كانت وسائل منع الحمل في أواخر القرن التاسع عشر محظورة في كثير من الأحيان وتعتبر غير قانونية في بعض الولايات، وبمرور الوقت أدرك المزيد من الأفراد في جميع أنحاء العالم أهمية وسائل منع الحمل والفوائد التي يمكن أن تقدمها للأفراد.
افتتحت أليتا جاكوبس أول عيادة لتنظيم الأسرة عام 1882 في هولندا، سمح النشطاء في أوائل القرن العشرين مثل مارجريت سانجر بأن تصبح وسائل منع الحمل خيارًا للأزواج غير المستعدين للحمل، في عام 1916 افتتحت سانجر أول عيادة لتنظيم الأسرة في بروكلين نيويورك وقد تلقت قدرًا كبيرًا من رد الفعل العنيف من العديد من الأفراد وأُجبرت على الإغلاق بعد أيام قليلة من الافتتاح.
أصبحت وسائل منع الحمل موضوعًا أكبر في الستينيات بعد إنشاء وسائل منع الحمل واللولب الرحمي، كلاهما كان بمثابة وسيلة أكثر أمانًا وملاءمة لمنع الحمل، بعد ذلك بوقت قصير في عام 1965 قضت المحكمة العليا في الولايات المتحدة بعدم دستورية أن تمنع الولايات الأزواج المتزوجين من الوصول إلى تحديد النسل خلال قضية جريسوولد مقابل كونيتيكت.
في منتصف الستينيات بدأت حكومة الولايات المتحدة تفهم أهمية وسائل منع الحمل في المساعدة على تقليل الزيادة المتسارعة في عدد سكان العالم، تم تعزيز الوصول إلى وسائل منع الحمل بشكل أكبر فقط من خلال تمرير الباب العاشر من قانون خدمات الصحة العامة في عام 1970 والذي يهدف إلى زيادة تعزيز تأمين وسائل منع الحمل في الولايات المتحدة، وفي السبعينيات تم إنشاء العديد من المنظمات بما في ذلك الحكومية وغير الحكومية لمساعدة المزيد من الأفراد في الحصول على وسائل وخدمات تنظيم الأسرة.
على مر السنين أدى ذلك إلى تطوير المنظمات غير الحكومية مثل الاتحاد الدولي لتنظيم الأسرة  ومنظمة ماري ستوبس الدولية والخدمات السكانية الدولية وكذلك المنظمات مثل الوكالة الدنماركية للتنمية الدولية ووزارة التنمية الدولية بالمملكة المتحدة والوكالة الأمريكية للتنمية الدولية، تعمل هذه المنظمات على تأمين وسائل منع الحمل في العديد من البلدان من خلال التبرعات والأدوات والسياسات والأطر، بالإضافة إلى ذلك شراكة الوكالة الأمريكية للتنمية الدولية مع العديد من الشركات الخاصة والعامة في جميع أنحاء العالم لتوسيع الوصول إلى المعلومات والموارد اللازمة لتنظيم الأسرة، لا يزال تأمين وسائل منع الحمل اليوم موضوعًا مهمًا لا سيما بالنظر إلى قدرتها على الحد من وفيات الأطفال والأمهات في بعض البلدان المنخفضة والمتوسطة الدخل.